# Кларк, Кирстен
Кирстен Ли Кларк, в замужестве Рикенбах (англ. Kirsten Lee Clark-Rickenbach; род. 23 апреля 1977, Реймонд) — американская горнолыжница, успешно выступавшая в скоростном спуске, супергиганте и гигантском слаломе. Представляла сборную США по горнолыжному спорту в 1994—2007 годах, серебряная призёрка чемпионата мира, победительница этапа Кубка мира, семикратная чемпионка американского национального первенства, участница трёх зимних Олимпийских игр.

## Биография
Кирстен Кларк родилась 23 апреля 1977 года в городе Реймонд штата Мэн, США. Проходила подготовку в горнолыжном курорте Каррабассетт-Вэлли в местном лыжном клубе Sugarloaf Mountain.
В 1994 году вошла в состав американской национальной сборной и выступила на домашнем чемпионате мира среди юниоров в Лейк-Плэсиде. Год спустя дебютировала в Кубке мира. На мировом первенстве 1997 года в Сестриере заняла 24 место в программе супергиганта.
Благодаря череде удачных выступлений удостоилась права защищать честь страны на зимних Олимпийских играх 1998 года в Нагано — показала 28 результат в скоростном спуске, 18 результат в комбинации, тогда как в супергиганте не финишировала и не показала никакого результата.
В 1999 году выступила на домашнем чемпионате мира в Вейле, где финишировала шестнадцатой в скоростном спуске и 22-й в гигантском слаломе. Через два года на аналогичных соревнованиях в Санкт-Антоне стартовала сразу в четырёх женских дисциплинах: стала девятой в супергиганте, десятой в комбинации, двенадцатой в скоростном спуске и двадцатой в гигантском слаломе. В феврале 2001 года одержала первую и единственную победу в Кубке мира, выиграв скоростной спуск на этапе в швейцарском Ленцерхайде.
Находясь в числе лидеров горнолыжной команды США, благополучно прошла отбор на Олимпийские игры 2002 года в Солт-Лейк-Сити — заняла 12, 14 и 26 места в скоростном спуске, супергиганте и гигантском слаломе соответственно.
После домашней Олимпиады Кларк осталась в основном составе американской национальной сборной и продолжила принимать участие в крупнейших международных соревнованиях. Так, в 2003 году она побывала на чемпионате мира Санкт-Морице, откуда привезла награду серебряного достоинства, выигранную в супергиганте — пропустила вперёд только титулованную австрийку Михаэлу Дорфмайстер. Также показала здесь 19 результат в скоростном спуске.
В 2005 году на мировом первенстве в Бормио закрыла в супергиганте десятку сильнейших.
В 2006 году отправилась представлять страну на Олимпийских играх в Турине, где заняла 21 место в скоростном спуске и 14 место в супергиганте.
Впоследствии оставалась действующей спортсменкой вплоть до 2007 года. В течение своей спортивной карьеры Кирстен Кларк в общей сложности восемь раз поднималась на подиум Кубка мира, в том числе имеет в послужном списке одну золотую медаль, одну серебряную и шесть бронзовых. Ей так и не удалось выиграть Хрустальный глобус, но в одном из сезонов она была в скоростном спуске третьей. Наивысшая позиция в общем зачёте всех дисциплин — девятое место. Является, помимо всего прочего, семикратной чемпионкой США по горнолыжному спорту.